# Historias de la primera vez
Historias de la primera vez è una serie televisiva andata in onda su América 2 dal 27 settembre 2011 al 20 dicembre dello stesso anno. Nasce da un'idea di Illusion Studios. La serie ha ricevuto un buon punteggio di rating. Attualmente conta una stagione e tredici episodi.
Ogni episodio racconta una storia a sé, con un cast per ogni episodio. In generale, gli episodi raccontano la storia di persone che decidono di fare qualcosa per la prima volta e le conseguenze che porta.

## Personaggi
Non c'è un cast fisso, infatti ogni episodi ci sono alcuni attori e attrici. Alcuni di questi sono Hilda Bernard, Gastón Soffritti, Brenda Gandini, Esteban Prol, Jenny Williams, Benjamín Amadeo, Santiago Talledo, Tomás de las Heras, Valentín Villafañe e Arturo Bonín. Per un elenco completo consulta la voce sui episodi.

## Episodi
| Stagione       | Episodi | Prima TV Originale |
| -------------- | ------- | ------------------ |
| Prima stagione | 13      | 2011               |